# Метод Эдмана
Метод Эдмана (англ. Edman degradation) — один из ранних методов определения первичной последовательности (секвенирования) пептидов. Разработан в 1950—1956 годах шведским биохимиком Пэром Виктором Эдманом. Суть метода заключается в обработке исследуемого пептида определенным набором реагентов, что приводит к отщеплению одной аминокислоты с N-конца последовательности. Циклическое повторение реакции и анализ продуктов реакций дают информацию о последовательности аминокислот в пептиде.
Метод Эдмана был широко распространен во второй половине XX века, в настоящее время практически не применяется из-за многих присущих ему недостатков (неколичественное протекание реакции, множественные побочные процессы).

## Метод
ФИТЦ (фенилизотиоцианат) — реагент, используемый для определения N-концевой аминокислоты в пептиде. Он способен реагировать с альфа-аминокислотами и альфа-карбоксильной группой свободных аминокислот. В результате взаимодействия с N-концевой аминокислотой полипептида образуется фенилтиогидантоиновое производное, в котором дестабилизирована связь между альфа-карбоксильной группой N-концевой аминокислоты в пептиде. Эта связь избирательно гидролизуется без повреждения других пептидных связей. После реакции выделяют комплекс ФИТЦ с N-концевой аминокислотой и идентифицируют его хроматографическим методом. Далее этот процесс повторяют с укороченным пептидом. Таким образом получают последовательность аминокислот в пептиде.